# U-Banca Transilvania Cluj-Napoca
La U-BT Cluj-Napoca è una squadra di pallacanestro della città di Cluj-Napoca. Milita in Divizia A, la massima divisione del campionato di pallacanestro rumeno.
È la quarta squadra più titolata di Romania avendo vinto 4 titoli nazionali.
Disputava le partite interne nella BT Arena, che ha una capacità di 10.000 spettatori.

## Storia
Fondata nel 1947 come sezione cestistica della polisportiva C.S. Universitatea Cluj (fondata nel 1919) è diventata nel 1966 (come successo nel 1994 per la squadra di calcio) una società autonoma. Il periodo di maggior splendore per la società sono stati gli anni Novanta che hanno portato tre titoli nazionali (1992, 1993, 1996) e due secondi posti (1991 e 1994). Nel 2006 ha raggiunto la sua unica finale di Coppa di Romania, uscendo però sconfitta dall'Asesoft Ploiești. L'ultimo trofeo vinto risale al 2011 con la conquista del quarto titoli di Campione di Romania.

## Colori e simbolo
I colori della maglia della U-Mobitelco Cluj sono il bianco e il nero mentre il simbolo raffigura una grossa U che racchiude un pallone da basket con cappello universitario.

## Roster 2021-2022
Aggiornato al 12 ottobre 2021.
|    | Naz.                                                 | Ruolo | Sportivo           | Anno | Alt. | Peso |  |
| -- | ---------------------------------------------------- | ----- | ------------------ | ---- | ---- | ---- |  |
| 0  | Cuba (bandiera)                                      | G     | Karel Guzmán       | 1995 | 188  | 81   |  |
| 1  | Romania (bandiera)                                   | G     | Alexandru Pașca    | 2003 | 185  | 80   |  |
| 2  | Stati Uniti (bandiera) · Romania (bandiera)          | P     | Giordan Watson     | 1985 | 179  | 75   |  |
| 3  | Stati Uniti (bandiera)                               | P     | Brandon Brown      | 1989 | 181  | 80   |  |
| 5  | Romania (bandiera)                                   | P     | David Lăpuște      | 2004 | 185  | 70   |  |
| 8  | Romania (bandiera)                                   | G     | Nandor Kuti        | 1997 | 196  | 89   |  |
| 11 | Romania (bandiera)                                   | AG    | Ștefan Grasu       | 2003 | 200  | 120  |  |
| 13 | Croazia (bandiera) · Bosnia ed Erzegovina (bandiera) | C     | Andrija Stipanović | 1986 | 209  | 119  |  |
| 14 | Serbia (bandiera)                                    | AG    | Stefan Birčević    | 1989 | 210  | 96   |  |
| 15 | Mali (bandiera)                                      | AP    | Modibo Diaby       | 2003 | 200  | 78   |  |
| 22 | Stati Uniti (bandiera)                               | AC    | Dustin Hogue       | 1992 | 198  | 100  |  |
| 30 | Stati Uniti (bandiera)                               | AP    | Elijah Stewart     | 1995 | 196  | 88   |  |
| 35 | Stati Uniti (bandiera) · Romania (bandiera)          | G     | Patrick Richard    | 1990 | 196  | 94   |  |
| 77 | Romania (bandiera)                                   | AP    | Luca Colceag       | 2003 | 200  |      |  |

### Staff tecnico
| Allenatore: | Mihai Silvășan |

## Palmarès
- Campionato rumeno: 9

1991-1992, 1992-1993, 1995-1996, 2010-2011, 2016-2017, 2020-2021, 2021-2022, 2022-2023, 2023-2024
- Coppa di Romania: 7

1995, 2016, 2017, 2018, 2020, 2023, 2024
- Supercoppa di Romania: 2

2021, 2022